# Agenda (vergadering)
Een agendavoorstel is een onderwerpenlijst met de te bespreken onderwerpen voor een vergadering. De vergaderagenda wordt opgesteld en rondgestuurd onder verantwoordelijkheid van de voorzitter.
Het agendavoorstel wordt tijdig door de voorzitter van de vergadering, ofwel in samenwerking met medebestuursleden, vooraf aan de genodigden gestuurd. Wanneer de uitnodiging en agenda als één document worden gestuurd wordt dit een convocaat genoemd. De vergadering zal volgens deze agenda worden afgehandeld, na eventuele wijzigingen aan het begin van de vergadering.
Op de agenda staat bovenaan welke vergadering het betreft, met vergaderdatum, -tijd en -locatie, evenals vermelding van de namen van de voorzitter en eventuele gastsprekers.

## Agendapunten
Vaak worden de volgende, vaste punten aan het begin van de agenda gezet:
1. Opening
2. Vaststellen agenda
3. Goedkeuren notulen
4. Mededelingen
5. Ingekomen stukken

Aan het eind van de agenda worden vaak punten gezet, zoals:
- W.v.t.t.k. (Wat verder ter tafel komt)
- Rondvraag
- Planning volgende vergadering
- Sluiting

Overigens worden de punten Opening, Pauze, Rondvraag en Sluiting niet altijd genummerd omdat deze geen te bespreken onderwerp aangeven, maar een punt voor de goede orde.
Het bovenstaande stramien is gangbaar in de wereld van de politiek en het verenigingsleven. In bedrijfsmatige vergaderingen worden alle bovengenoemde, rituele punten (met uitzondering van opening en sluiting) niet meer op de agenda gezet. Ze kosten vaak te veel tijd en kunnen niet door alle deelnemers goed voorbereid worden, omdat de deelnemers tevoren geen informatie hebben ontvangen en niet weten wat het doel van de bespreking is.

## Efficiënt vergaderen
Teneinde zinvol en doelgericht te vergaderen, is het nodig bij agendapunten aan te geven 
- wie de eigenaar is
- wat er aan het eind bereikt moet zijn
- wat er van de deelnemers wordt verwacht
- hoeveel tijd beschikbaar is
- wat het huiswerk en de bijbehorende stukken zijn
- welke werkwijze of procedure gevolgd gaat worden